# NGC 5210
NGC 5210 é uma galáxia espiral (Sa) localizada na direcção da constelação de Virgo. Possui uma declinação de +07° 10' 12" e uma ascensão recta de 13 horas, 32 minutos e 49,4 segundos.
A galáxia NGC 5210 foi descoberta em 13 de Abril de 1784 por William Herschel.